# Podegrodzcy Chłopcy
Podegrodzcy Chłopcy — grupa wokalna, pochodząca z Podegrodzia. Zespół wykonuje stare, ludowe przyśpiewki i piosenki, w nowym opracowaniu i aranżacji. Dzięki temu utwory stały się lekkie, wpadające w ucho i taneczne.

## Historia
W 1995 roku z inicjatywy Krzysztofa Bodzionego, Stanisława Banacha, Augustyna Pasonia i Zbigniewa Olszaka powstała grupa "Podegrodzcy Chłopcy". Od początku, z powodzeniem grupa występowała na różnych imprezach. Dowodem na to jest zdobycie w 2000 roku I miejsca na "Druzbacce" oraz również najwyższego stopnia podium w Ogólnopolskim Festiwalu Kapel i Śpiewaków Ludowych w Kazimierzu Dolnym.
W lipcu tego samego roku do grupy dołączył Stefan Wójcik.  
W 2001 roku Podegrodzcy Chłopcy wydali płytę "Podegrodzcy Chłopcy cz I". Płyty bardzo szybko zostały sprzedane.
Kolejna płyta ukazała się w 2005 roku, odnosząc jeszcze większy sukces niż poprzednia.
29 lipca 2006 roku zmarł Zbigniew Olszak. Z tego powodu działalność zespołu zawieszono na rok.
W 2007 roku do zespołu dołączyli: Leszek Migacz i Rafał Hasior.

## Dyskografia
- Podegrodzcy Chłopcy cz. I (2001)
- Podegrodzcy Chłopcy cz. II (2005)
- Podegrodzcy Chłopcy cz. III (2009)

## Nagrody i osiągnięcia
- 2000 rok: I miejsce na "Druzbacce" i Ogólnopolskim Festiwalu Kapel i Śpiewaków Ludowych w Kazimierzu Dolnym
- 2004 rok: I miejsce na "Sabałowych Bajaniach"
- 2005 rok: "Złotego Słowika" na "Druzbacce"
- 2005 rok: II miejsce na Ogólnopolskim Festiwalu Kapel i Śpiewaków Ludowych w Kazimierzu Dolnym
- 2008 rok: I miejsce na "Druzbacce" w Podegrodziu,
- 5 sierpnia 2008 roku: I  miejsce Festiwalu Folkloru Górali Polskich w Żywcu (nagroda: "Złote Żywieckie Serce")
- 26 sierpnia 2008 roku: II miejsce na Międzynarodowym Festiwalu Folkloru Ziem Górskich w Zakopanem (nagroda: "Srebrne zbyrkadełko")
- 2009 rok: I miejsce na Powiatowym Przeglądzie Grup Kolędniczych "Sądeckie Kolędowanie" i I miejsce na Ogólnopolskim Konkursie Grup Kolędniczych "Karnawał Góralski" w Bukowinie Tatrzańskiej
- czerwiec 2009 roku: II miejsce na Ogólnopolskim Konkursie Kapel i Śpiewaków Ludowych w Kazimierzu Dolnym,
- kwiecień 2010 roku: I miejsce na Międzykulturowym Przeglądzie Folklorystycznym "Zagłębie i Sąsiedzi"
- maj 2010 roku: I miejsce na "Druzbacce" (nagroda: "Złoty Słowik")[2]